# Sulaiman Badrul Alam Shah di Terengganu
Al Marhum Sultan Sulaiman Badrul Alam Shah Ibni Al Marhum Sultan Zainal Abidin III (Kuala Terengganu, 1º  dicembre 1895 – Padang Sri Negara, 25 settembre 1942) è stato sultano di Terengganu in Malaysia dal 1920 al 1942.

## Primi anni di vita
Sulaiman Badrul Alam Shah di Terengganu nacque all'Istana Maziah di Kuala Terengganu il 1º dicembre 1895. Era il terzo figlio del sultano Zainal Abidin III e della sua seconda moglie Cik Aisha binti Ismail. Venne educato privatamente. Il 26 novembre 1918 venne nominato erede al trono con il titolo di Tengku Muda.

## Regno
Salì al trono il 21 maggio 1920, il giorno dopo l'abdicazione del sultano Muhammad Shah II. Venne incoronato a Kuala Trengganu il 3 marzo dell'anno successivo.
Il suo regno vide crescere il nazionalismo malese nel sultanato. Negli anni '20 il crescente sentimento anti-britannico causò rivolte negli anni 1922, 1925 e 1928, tutte guidate dall'ulema Haji Abdul Rahman Limbong. Le sommosse vennero sedate dagli inglesi e il leader fu esiliato a La Mecca dove morì nel 1929. La Kesatuan Melayu Muda, una delle più importanti organizzazioni nazionaliste malesi, si formò durante il suo regno.
Il 10 dicembre 1941 le forze giapponesi invasero il sultanato, ponendo lo Stato sotto il governo militare giapponese il 18 marzo successivo. Gli organi costituzionali dello stato vennero aboliti il 1º giugno 1942.

## Matrimonio e figli
Il 21 luglio 1913, all'età di 18 anni, sposò Tengku Meriam, figlia del sultano Ahmad Shah di Pahang. Il matrimonio avvicinò molto i due regni.
Dalla loro unione nacquero dieci figli, cinque maschi e cinque femmine. Il più anziano era Ali che poi succedette a suo padre. La figlia maggiore, Tengku Asma sposò Tunku Badlishah che sarebbe poi diventato sultano di Kedah.

## Morte
Sulaiman Badrul Alam Shah morì all'Istana Negara Timur di Padang Sri Negara il 25 settembre 1942 per avvelenamento del sangue. È sepolto nella moschea Zainal Abidin di Kuala Terengganu.